# VERITAS (osservatorio)
VERITAS (acronimo per Very Energetic Radiation Imaging Telescope Array System) è un importante osservatorio di raggi gamma, costituito da quattro riflettori ottici da 12 metri che misurano raggi gamma con energie dell'ordine del GeV - TeV . VERITAS misura la luce Cherenkov emessa da cascate di particelle prodotte dall'interazione dei raggi gamma con l'atmosfera superiore della Terra. Il design dei telescopi VERITAS si basa su quello del telescopio a raggi gamma da 10m costruito presso il Fred Lawrence Whipple Observatory . VERITAS è costituito da 4 telescopi distribuiti in modo tale da consentire la massima sensibilità nella banda da 50 GeV - 50 TeV. Questo osservatorio ad altissima energia, completato nel 2007, è complementare al telescopio spaziale a raggi gamma Fermi grazie alla sua vasta superficie effettiva e alle sue più alte energie.

## Specifiche e design
VERITAS è costituito da 4 telescopi Cherenkov con un diametro di 12 m e con una distanza approssimativa di 100 metri da ciascun telescopio adiacente. La struttura a quattro telescopi è necessaria per le osservazioni stereoscopiche. Queste osservazioni stereoscopiche consentono la ricostruzione della geometria della cascata di particelle, fornendo così una risoluzione angolare ed energetica precisa. La risoluzione angolare viene ottenuta misurando l'asse centrale dell'immagine della cascata su ciascun telescopio. L'intersezione dei quattro assi dà la direzione di arrivo del raggio gamma. L'energia del raggio gamma si ottiene a partire dalla luminosità totale della cascata.
Ciascuno dei singoli telescopi ha un'apertura di 12 metri, 350 specchi su ciascuna parabola e un campo visivo di 3,5 gradi. I telescopi sono costruiti su un design ottico Davies-Cotton, che utilizza un riflettore sferico ed è facile da costruire e allineare. Questo design provoca una piccola diffusione temporale nel segnale, ma questa diffusione è molto piccola (~ 4 nanosecondi). La telecamera su ciascun telescopio ha 499 singoli tubi fotomoltiplicatori . VERITAS, come altri telescopi Cherenkov, raggiunge il massimo di sensitività per i raggi cosmici di massima energia. La sua gamma completa di sensibilità va da 85 GeV a oltre 30 TeV. L'energia e la risoluzione angolare dipendono dall'energia del raggio gamma incidente ma a 1 TeV la risoluzione energetica è ~ 17% e la risoluzione angolare è 0,08 gradi. L'intero array ha una superficie effettiva di 100.000 metri quadrati. 

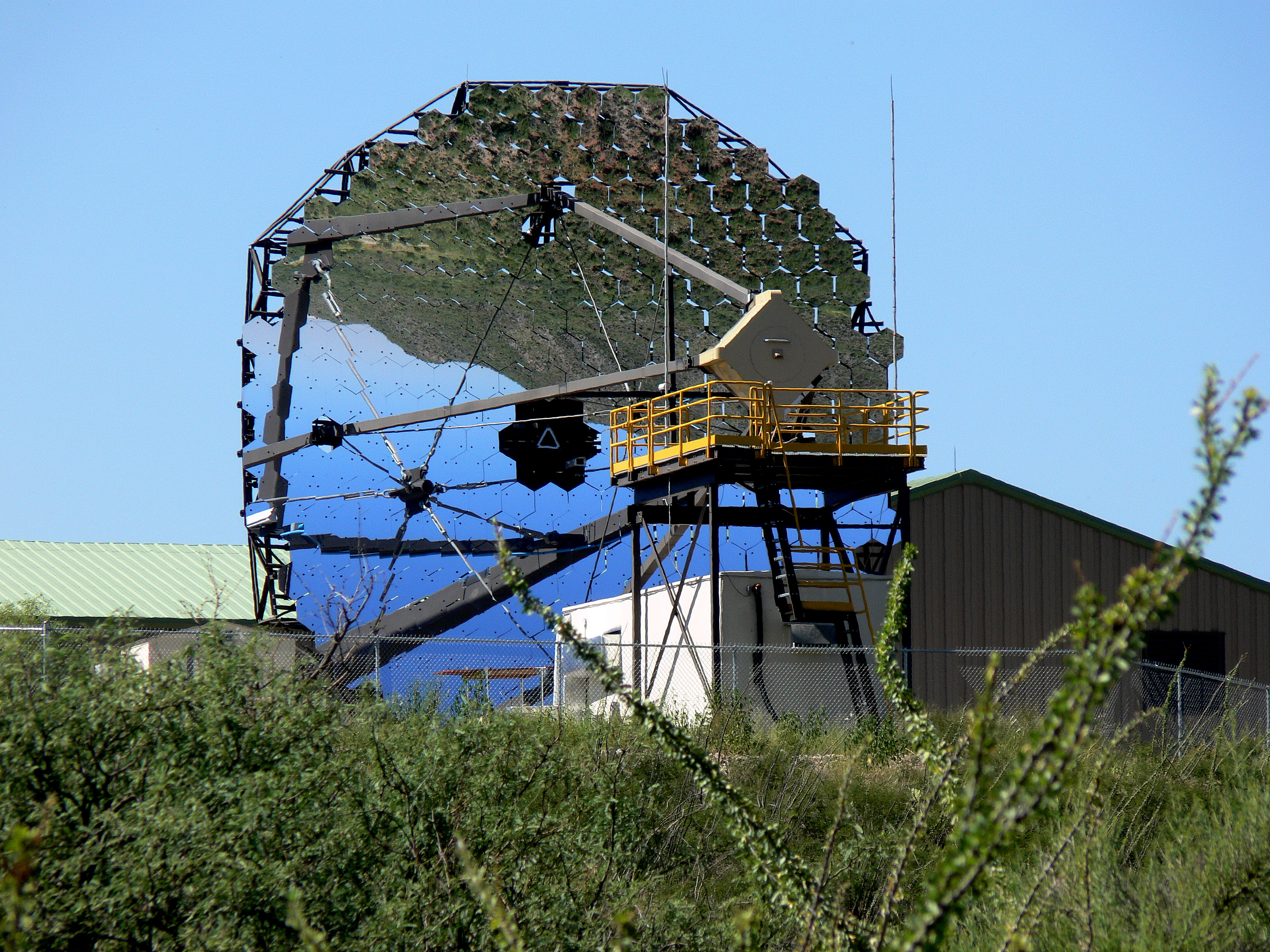
Specchi sul telescopio numero 3 di VERITAS

Al fine di distinguere tra rumore di fondo (rappresentato da cascate di particelle prodotte da adroni, luce di stelle, illuminazione di fondo lunare, muoni) e segnale (le cascate di particelle prodotte dai raggi gamma), VERITAS utilizza un sistema di trigger a tre livelli. Il livello 1 corrisponde ai discriminatori su ciascun pixel utilizzando discriminatori a frazione costante . Il secondo livello è un trigger di selezione del pattern, che seleziona solo cascate, che hanno forme compatte, rispetto a rumore di fondo, che ha distribuzioni più casuali. Il livello tre è il trigger di array che cerca una coincidenza tra più telescopi.
La luce Cherenkov che viene prodotta dai raggi cosmici nell'atmosfera superiore è molto debole, quindi VERITAS può osservare solo sotto un cielo limpido e scuro. Le osservazioni non sono possibili sotto il cielo nuvoloso o piovoso o quando la luna è luminosa. Ciò riduce il tempo di osservazione a circa 70–100 ore al mese da settembre a giugno. L'osservatorio non raccoglie dati in luglio o agosto a causa delle condizioni monsoniche locali.

## Storia
Il sistema di array di telescopi per imaging a radiazione molto energetica è stato realizzato come primo telescopio Cherenkov di nuova generazione nell'emisfero occidentale. Originariamente era stato progettato come una schiera di sette telescopi, ma ne furono costruiti solo quattro. Ogni telescopio era basato sul design del telescopio Wipple da 10 m presente all'Osservatorio Whipple di Fred Lawrence ma con miglioramenti significativi all'ottica del riflettore, all'efficienza della raccolta della luce, alla catena di raccolta del segnale e all'elettronica di registrazione. Questo è stato percepito come un significativo passo avanti rispetto alla generazione precedente di strumenti come Whipple, HEGRA e CAT.  Il prototipo di telescopio VERITAS originale è stato installato nell'aprile del 2003 e ha visto la prima luce nel febbraio 2004. 

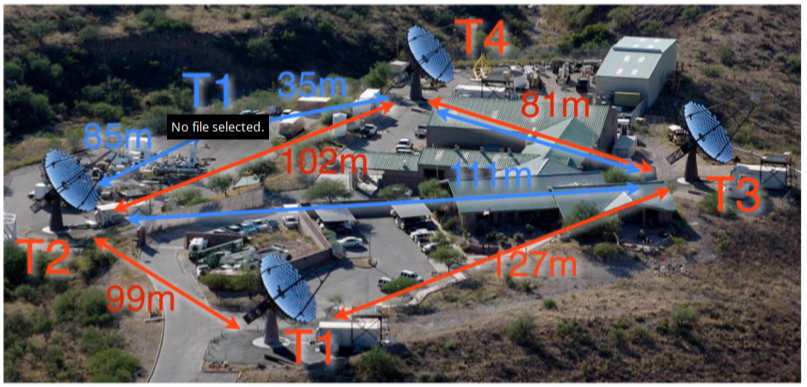
Posizioni dei telescopi VERITAS prima e dopo il trasferimento.

Dopo il successo del primo telescopio, la costruzione degli altri tre telescopi è stata completata nel gennaio 2007 e l'inaugurazione per il primo segnale dall'intero sistema di 4 telescopi si è svolta dal 27 al 28 aprile 2007. Nell'estate 2009, il telescopio numero 1 è stato spostato in una nuova posizione per migliorare la sensibilità. Per ragioni storiche, i telescopi n. 1 e n. 4 sono stati costruiti a soli 35 metri (115 ft) di distanza, il che li ha quasi resi ridondanti nell'array. Dopo lo spostamento, la sensibilità dell'array è stata aumentata del 30%, corrispondente a una riduzione del 60% nel tempo per rilevare una sorgente. Nell'estate del 2012 tutti i fotomoltiplicatori delle camere sono stati aggiornati a fotomoltiplicatori ad alta efficienza quantica, aumentando nuovamente la sensibilità, specialmente alle più basse energie.
Le osservazioni con VERITAS permetto lo studio di oggetti astrofisici che emettono raggi cosmici ad alta energia, come:
- Resti di supernova
- Pulsar
- Ammassi globulari
- Nuclei galattici attivi
- Materia oscura
- Lampi di raggi gamma
- Fonti non identificate di raggi cosmici

Lo studio di questi oggetti è in corso dal 2008 e sono stati raggiunti alcuni importanti risultati scientifici. Nel suo primo anno di attività, VERITAS ha rilevato due nuove fonti di raggi gamma con energia dell'ordine del TeV ed è stata utilizzato negli studi dettagliati di due resti di Supernova .
Dal 2007 al 2011, VERITAS ha osservato la Pulsar del Granchio e ha misurato un'emissione significativa al di sopra di centinaia di GeV, che è stata vista come incompatibile con i modelli teorici delle pulsar sviluppati fino ad allora.

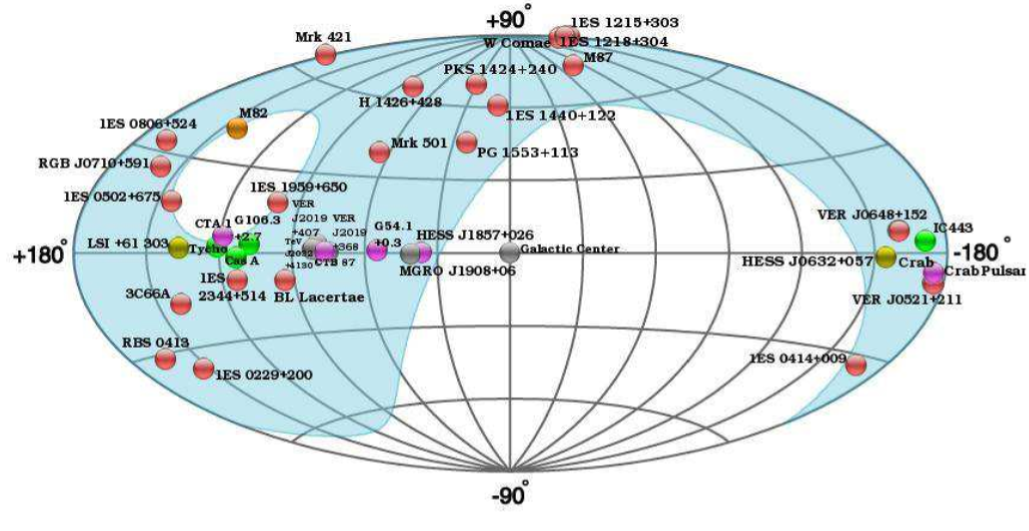
Tutte le fonti galattiche ed extra-galattiche che VERITAS osserva (aggiornata al 2011).

Una grande parte del tempo di osservazione (~ 400 h all'anno) è stata utilizzata per osservare ~ 128 nuclei galattici attivi e ha portato alla scoperta di molti blazar, ed è stata utilizzata per eseguire studi estesi di fonti già note.
VERITAS ha anche un vasto programma per lo studio della materia oscura, in cui vengono condotte ricerche indirette per osservare raggi gamma prodotti dall'annichilazione delle particelle di materia oscura. La maggior parte di queste ricerche sono condotte presso il Centro Galattico e in galassie sferoidali nane .
Per migliorare il rilevamento dei muoni è stato creato il progetto "Muon Hunter" sulla piattaforma Zooniverse. Il sito web mostrava le immagini scattate con VERITAS e i volontari dovevano classificare le immagini come eventi muone o non muone. I ricercatori hanno quindi addestrato un algoritmo di apprendimento automatico con una precisione del test del 2% migliore rispetto all'analisi standard. In "Muon Hunters 2.0" il progetto cerca di migliorare il risultato con un diverso approccio di apprendimento automatico.
VERITAS è supportato dal Dipartimento dell'Energia degli Stati Uniti, dalla National Science Foundation, dalla Smithsonian Institution, dal Natural Sciences and Engineering Research Council in Canada, dalla Science Foundation Ireland e dal Particle Physics and Astronomy Research Council nel Regno Unito
La collaborazione VERITAS è composta da diversi istituti membri e vari istituti collaboratori.

### Istituzioni membri
- Smithsonian Astrophysical Observatory
- Università di Purdue
- Iowa State University
- Università di Washington a St. Louis
- Università di Chicago
- Università dello Utah
- Università della California, Los Angeles
- Università McGill
- University College di Dublino
- Università di Leeds

### Collaboratori
- Barnard College
- Università della Columbia
- Università DePauw
- DESY
- Georgia Institute of Technology
- Università della California, Santa Cruz
- Università dell'Iowa
- Cork Institute of Technology (CIT)
- Istituto di tecnologia di Galway-Mayo
- Università Nazionale d'Irlanda di Galway